# Pandanus sikassoensis
Pandanus sikassoensis är en enhjärtbladig växtart som beskrevs av Huynh. Pandanus sikassoensis ingår i släktet Pandanus och familjen Pandanaceae.
Artens utbredningsområde är Mali. Inga underarter finns listade.